# Le Séducteur (film, 1960)
Pour les articles homonymes, voir Le Séducteur.
Pour plus de détails, voir Fiche technique et Distribution.
Le Séducteur (Il peccato degli anni verdi) est un mélodrame italien réalisé et scénarisé par Leopoldo Trieste et sorti en 1960.
Tourné dans les studios Luce, il est d'abord annoncé sous le titre L'assegno (litt. « Le chèque » ou « L'allocation »), mais lors de sa présentation en avant-première au festival international du film de Locarno en juillet 1960, le réalisateur décide de changer le titre pour éviter toute confusion avec le film La cambiale (litt. « La lettre de change »), en salle à cette époque.

## Synopsis
Au sortir d'un pensionnat de religieuses à Côme, la Milanaise Elena Giordani, âgée de dix-sept ans, parvient à convaincre ses parents de la laisser passer les vacances d'été avec son amie génoise Diana D'Aquino dans sa villa de Rapallo.
Diana profite de la présence d'Elena pour distraire le jeune industriel milanais, Paolo Donati, qui tente de faire la cour à sa mère. Après quelques rencontres organisées par Diana, Paolo invite Elena à un voyage sur son yacht.
Après une promenade à Portofino, où ils rencontrent Martina, une touriste néerlandaise, l'inexpérimentée Elena tombe sous le charme de Paolo et en tombe bientôt amoureuse. Croyant entamer une grande histoire d'amour, elle se laisse séduire et tombe enceinte.
De retour à Milan, Elena remarque que Paolo s'est détaché et considère que leur aventure estivale est terminée. Même après avoir appris la grossesse, Paolo reste froid et suggère même à Elena de se faire avorter.
C'est pourquoi, plus par impulsion que par conviction, Elena décide de lui demander de l'argent, pour éviter de le dénoncer pour détournement de mineure. Paolo accepte et lui remet un chèque qu'Elena n'encaissera jamais.
Les parents tentent de convaincre les deux jeunes de se remettre ensemble pour donner une famille à leur enfant à naître. Mais Paolo a commencé une nouvelle histoire avec Martina, la touriste néerlandaise qu'il a rencontrée en vacances, et Elena comprend qu'elle ne pouvait pas épouser un homme par nécessité, comme sa mère l'avait fait des années auparavant en acceptant un mariage d'intérêt.
Elena décide donc d'accoucher seule et d'élever l'enfant avec l'aide de sa mère.

## Fiche technique
- Titre français : Le Séducteur ou Le Péché des vertes années[2]
- Titre original italien : Il peccato degli anni verdi[3] ou L'assegno
- Réalisateur : Leopoldo Trieste
- Scénario : Leopoldo Trieste
- Photographie : Armando Nannuzzi
- Montage : Edmondo Lozzi
- Musique : Igino Negri
- Décors : Piero Filippone
- Production : Ferdinando Anselmetti, Pier Ludovico Pavoni, Pasquale Petricca
- Société de production : Nord Industrial Film, Globe International Film
- Pays de production :  Italie
- Langue de tournage : Italien
- Format : Noir et blanc - Son mono - 35 mm
- Durée : 90 minutes (1 h 30)
- Genre : Mélodrame sentimental
- Dates de sortie :
  - Suisse : 23 juillet 1960 (Festival international du film de Locarno)
  - Italie : 21 décembre 1960
  - France : 3 juin 1964[2]

## Distribution
- Marie Versini : Elena Giordani
- Maurice Ronet : Paolo Donati
- Alida Valli : la mère d'Elena
- Corrado Pani : Augusto
- Ann Smyrner : Martina
- Sergio Fantoni : époux de Giulia Giordani
- Otello Toso : père d'Elena
- Evi Maltagliati : mère de Paolo Donati
- Grazia Maria Spina : Giulia Giordani
- Rosy Martin : Diana D'Aquino
- Wenceslas Dobrzensky : un jeune invité
- Raffaella Carrà : l'amie de Diana
- Ernes Zacconi : la mère supérieure
- Lia Lena
- Cesarina Colombo
- Dario Danieli
- Nando Angelini
- Gie Fan Tsao

## Production
Le scénario du film est arrivé à Leopoldo Trieste par hasard. Pour faire une pause dans la production du film Il coraggio, il se trouve dans un bistro de Pise en compagnie de Totò et de Gino Cervi quand il est abordé par une jeune fille, Lucia, qui lui demande un autographe « de l'auteur Trieste, pas de l'acteur ». Elle lui raconte alors une histoire qu'elle a vécue, dans laquelle la remise d'un chèque est un rebondissement important. Trieste lui a demandé la permission de réaliser un film à partir de cette histoire, lui proposant également de partager en deux le bénéfice produit par celui-ci.
Le producteur Carlo Ponti voulait donner le rôle principal à Jacqueline Sassard, alors que le réalisateur avait choisi Carla Gravina.

### Film apatride
La commissione di revisione cinematografica a refusé au film le certificat de nationalité italienne, comme l'exige la loi, car plus des deux tiers des protagonistes n'étaient pas italiens. Comme il s'agit en fait d'un film apatride, on lui refuse tous les avantages de la loi, et on invite les exploitants à ne pas le distribuer, ce qui fait que sa distribution est extrêmement limitée,.